# シアトル猟奇殺人捜査
『シアトル猟奇殺人捜査』（ - りょうきさつじんそうさ、原題: Sanctimony）は、2000年のアメリカ映画。

## 概要
ウーヴェ・ボルのハリウッドデビュー作品。テレビ映画として公開され、日本ではビデオで発売された。

## あらすじ
シアトルの街で殺人鬼「モンキー・メーカー」による連続猟奇殺人事件が起こり、刑事ジムとドロシーがそれを捜査する。

## キャスト
| 役名               | 俳優                         | 日本語吹替 |
| ------------------ | ---------------------------- | ---------- |
| トム・ゲリック     | キャスパー・ヴァン・ディーン | 宮本充     |
| ジム・レナート     | マイケル・パレ               | 山路和弘   |
| 警部補             | エリック・ロバーツ           | 田原アルノ |
| ドロシー・スミス   | ジェニファー・ルービン       | 塩田朋子   |
| スーザン・レナート | キャサリン・オクセンバーグ   | 玉川紗己子 |
| ビル               | ケン・カムルー               | 宮田光     |
| フリックル         | マイケル・ラスムッセン       | 清川元夢   |
| サンドラ           | ビルギット・スタイン         | 藤貴子     |
| イヴ               | タニヤ・レイチャート         | 湯屋敦子   |

- その他の声の吹き替え：大黒和広／諸角憲一／佐藤晴男／田尻ひろゆき／佐々木静香／野中美穂／西村江太郎／羽多野渉

## スタッフ
- 監督：ウーヴェ・ボル
- 製作：ウーヴェ・ボル、ショーン・ウィリアムソン、ポール・コリクマン
- 製作総指揮：マーク・R・ハリス、スティーヴン・P・ジャーコフ、ジェームズ・シャヴィック
- 脚本：ウーヴェ・ボル
- 撮影：マシアス・ニューマン
- 美術：ティンク
- 音楽：ウーヴェ・シュピース
- 衣装：マリア・リヴィングストン